# Valvola aortica bicuspide
La valvola aortica bicuspide (in inglese Bicuspid aortic valve (BAV)), descritta per la prima volta da Sir William Osler nel 1886, è una malattia cardiaca caratterizzata da una anomalia della valvola aortica che presenta due lembi (bicuspide) invece dei normali tre (tricuspide).
La bicuspidia aortica è la malattia cardiaca congenita più comune. Colpisce circa l’1,5% della popolazione con una predominanza nel sesso maschile.
La mancata separazione di due lembi si verifica durante le prime fasi dello sviluppo embrionale, spontaneamente o come condizione ereditata dai genitori spesso con modalità autosomica dominante (circa il 15% dei casi). In tal caso si consiglia ai parenti di primo grado di sottoporsi allo screening.
Questa condizione può inoltre essere parte di un quadro clinico più ampio legato a sindromi come: la sindrome di DiGeorge, la sindrome di Marfan e la sindrome di Turner.
Inizialmente asintomatica può essere accompagnata da un soffio cardiaco, ma nel corso del tempo può portare a condizioni più gravi come: l'aneurisma dell'aorta toracica (in circa il 50% dei casi), la dissezione aortica, la stenosi o rigurgito aortico, l'endocardite infettiva, l'insufficienza cardiaca fino alla morte improvvisa del paziente.
La diagnosi iniziale viene effettuata mediante ecocardiogramma a cui si raccomanda associare altre tecniche di imaging diagnostico per escludere ulteriori complicazioni dell'aorta superiore.
Se dalle analisi iniziali non risulta alcuna complicazione, ne viene raccomandata la ripetizione ogni 5-10 anni.
L'intervento chirurgico è raccomandato per le donne che vogliono avere una gravidanza e nei casi più gravi, come ad esempio in presenza di aneurismi aortici superiori a 4 - 4,5 cm.
In questo caso oltre che la riparazione o la sostituzione della valvola, si può procedere anche alla sostituzione dell'aorta ascendente o della radice aortica.